# Субстрат (биология)
Субстрат (от лат. substratum — основа, подстилка) — в биологии место обитания и развития организмов. Субстраты служат местом прикрепления животного, растения или другого организма и могут выполнять роль питательной среды.
Субстрат может включать в себя как живые, так и неживые материалы, а также животных. Организм, живущий на субстрате, может, в свою очередь, быть субстратом для другого организма. Например, скала является субстратом для водоросли, а водоросль — субстратом для животных, живущих на ней.

## Примеры субстратов
- Минеральная вата
- Целлюлоза